# San Salvador (Salvador)
Pour les articles homonymes, voir San Salvador.
San Salvador est la capitale de la république du Salvador et le chef-lieu du département de San Salvador. Située dans la municipalité de San Salvador Centro, elle est la principale ville du pays et la deuxième plus peuplée d'Amérique centrale après la ville de Guatemala. Elle est de plus une métropole urbaine en pleine expansion rassemblant aujourd'hui le tiers de la population du Salvador au cœur de l'Aire Métropolitaine de San Salvador.
La ville a été baptisée ainsi au nom de Jésus-Christ sous le titre de « Divino Salvador del Mundo » (« le Divin Sauveur du Monde »).

## Géographie

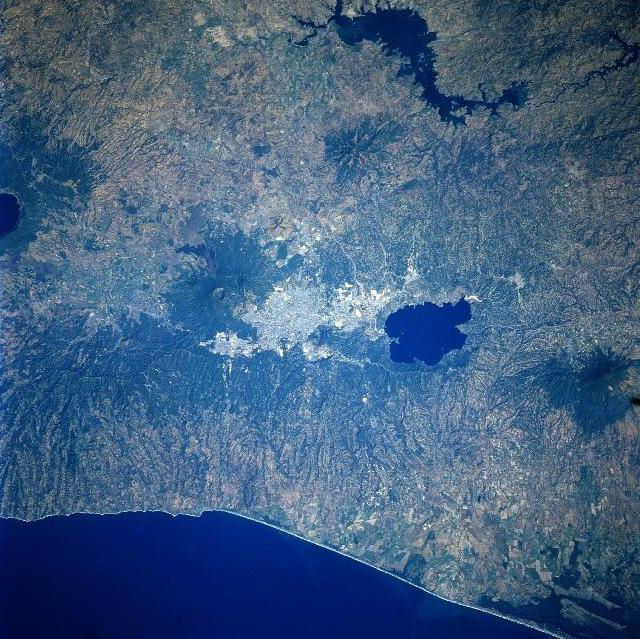
Photo satellite de la ville, coincée entre son volcan et le lac Ilopango.

Située dans la « Valle de Las Hamacas » (« vallée des hamacs » — selon les nombreux tremblements de terre que connait la région) et au pied du volcan de Quetzaltepec (ou de San Salvador), la ville se trouve à une altitude moyenne de 560 mètres.
La température varie en moyenne entre 16 °C (d'octobre à mars) et 35 °C (mars à avril) et la saison des pluies débute en avril pour se terminer en novembre.

## Démographie
En 2021, la ville de San Salvador compte 694 788 habitants, soit une densité de 9 616 habitants/km², et l'aire métropolitaine 1 740 000 habitants.
Selon le recensement de 2007, la composition ethnique de San Salvador est la suivante : 72,3 % de la population de San Salvador est métis/castiza, 25,8 % est blanche, 0,28 % est indigène, et 0,06 % est noire et 1,56 % sont d'autres ethnies groupes.
La plus grande communauté ethnique sont les métis/castizos d'origine mixte amérindienne et européenne, la population blanche est principalement des descendants d'Espagnols, Italiens, Français et Allemands, il y a de petites communautés indigènes, arabes, asiatiques et juives dans la ville,,,.

## Histoire

### La fondation de la ville

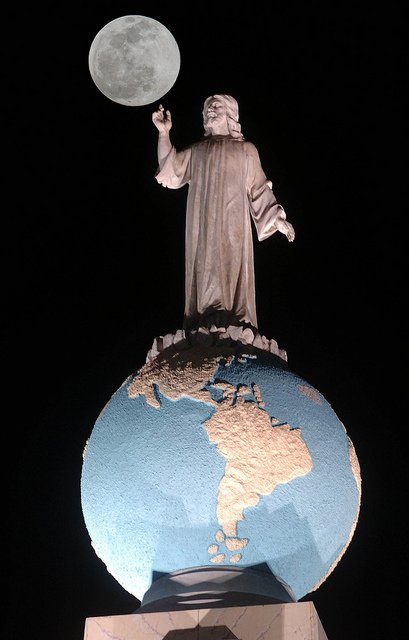
Monument au Divin Sauveur du Monde.

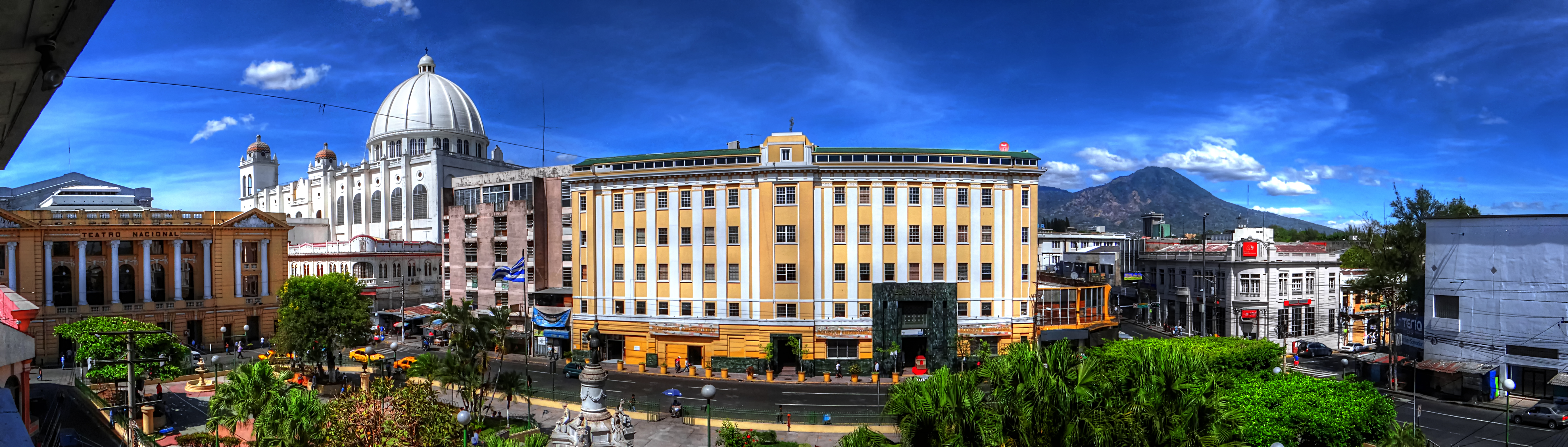
San Salvador.

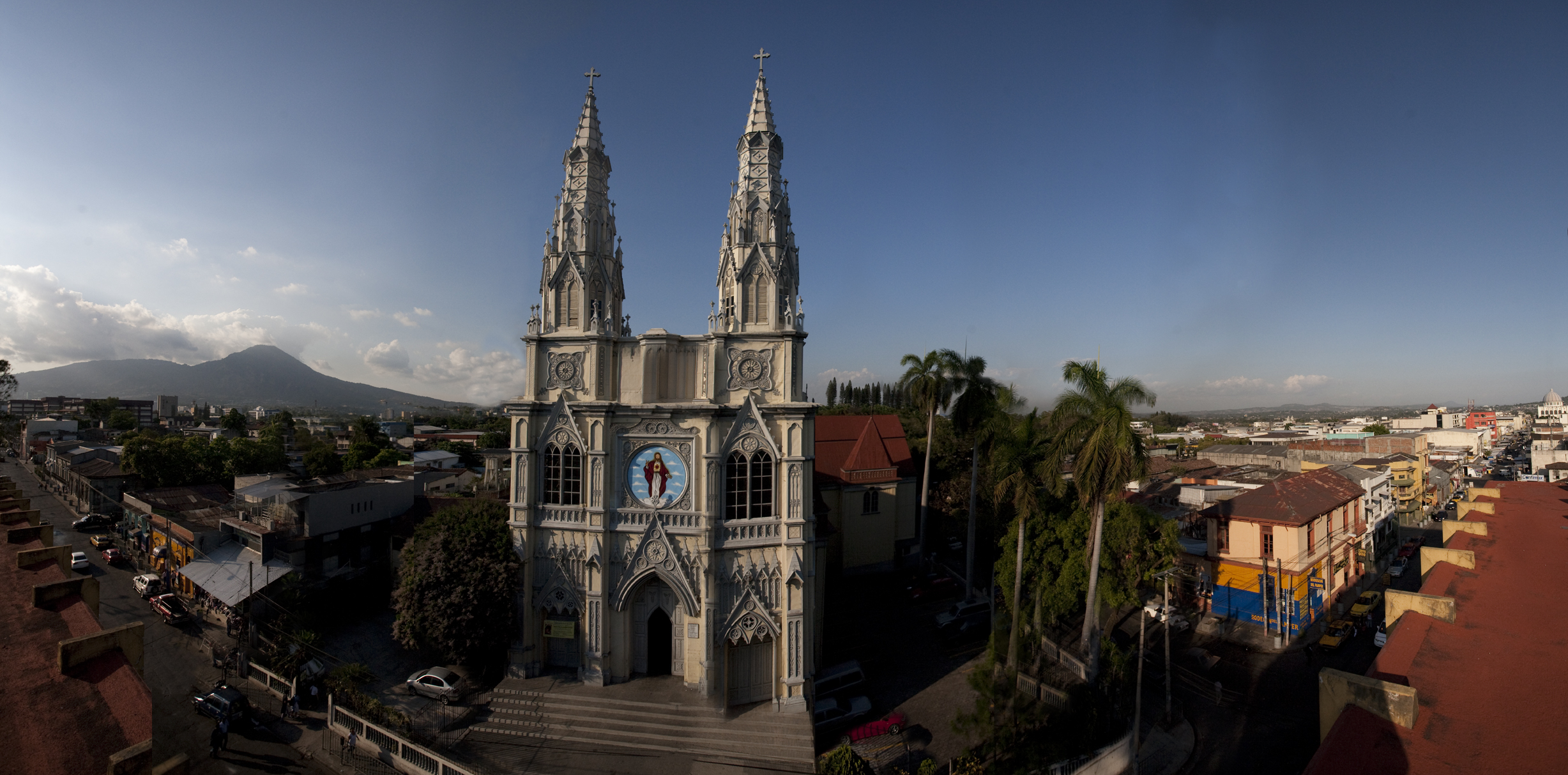
Basilica Sagrado Corazon de Jesus.

Les origines de la cité remontent à l'époque précolombienne. C'est près de l'endroit où se trouve actuellement San Salvador que la capitale du Royaume de Cuzcatlán des Pipils, descendants des Toltèques à Mexico, était établie leur capitale, Cuzcatlán. Cependant, il existe peu d'informations sur cette cité, car celle-ci fut abandonnée par ses habitants pour échapper à la domination espagnole. En effet, à l'arrivée des Espagnols dans la « Valle de las Hamacas » en 1525, les Indiens s'enfuirent dans les montagnes avoisinantes pour éviter les combats et les conquistadors fondèrent la « villa de San Salvador » en avril de la même année (plus au sud que la localisation actuelle de la ville). Les Pipils attaquèrent la ville en juin 1526 et l'incendièrent, provoquant la fuite des Espagnols.
Une deuxième expédition venant du Guatemala fonda de nouveau, en 1528, « villa de San Salvador » dans la même vallée, mais pas à l'endroit exact de la première ville, à proximité de la ville coloniale de Suchitoto, située au nord du San Salvador actuel.
La ville fut déplacée une nouvelle — et dernière — fois en 1545 à la suite de la fin de la résistance indienne.

### Une capitale coloniale
À l'époque coloniale, la ville était le centre administratif de « l'Intendance de San Salvador » (ou « Commune de San Salvador » selon les époques). Au début du XIXe siècle, la ville est le théâtre de mouvements indépendantistes, dont le « Premier cri d'indépendance » d'Amérique centrale en 1811. Ces mouvements sont cependant écrasés par les loyalistes et il faudra attendre la déclaration d'indépendance de la Capitainerie générale du Guatemala (à laquelle San Salvador était intégrée) le 15 septembre 1821 pour que la ville ne soit plus sous domination espagnole. La capitainerie générale décide alors d'intégrer l'Empire mexicain, mais l'Intendance de San Salvador refuse et l'armée mexicaine est obligée de venir établir sa domination par la force en 1822.

### San Salvador: capitale du Salvador
À la suite de l'effondrement de l'Empire mexicain en 1823, la République fédérale d'Amérique centrale est formée. San Salvador devient alors la capitale de l'État fédéré d'El Salvador le 12 juin 1824.
À la suite des mouvements d'indépendance du Salvador, San Salvador devient la capitale fédérale de 1834 à 1839 pour asseoir l'autorité de l'État fédéral. Celui-ci s'effondre pourtant en 1840 et le Salvador devient un État indépendant et souverain avec San Salvador comme capitale.
Le 28 février 1977, à la suite d'une fraude électorale, l’armée réprime brutalement une manifestation : plus de 200 personnes sont tuées.
Dans les années 1980, les conflits au Salvador menèrent à une guerre civile, et de nombreuses personnes fuirent pour la ville, la plupart des combats se déroulant dans le nord du pays. L'archevêque de San Salvador, Oscar Romero, fut assassiné en 1980 alors qu'il célébrait la messe dans un hôpital de San Salvador par des escadrons de la mort d'extrême-droite pour avoir un discours proche de la théologie de la libération. La ville de San Salvador fut le théâtre de deux « offensives finales » de la part de la guérilla, l'une en 1981 et l'autre en 1989, que l'armée repoussa.

### Catastrophes naturelles

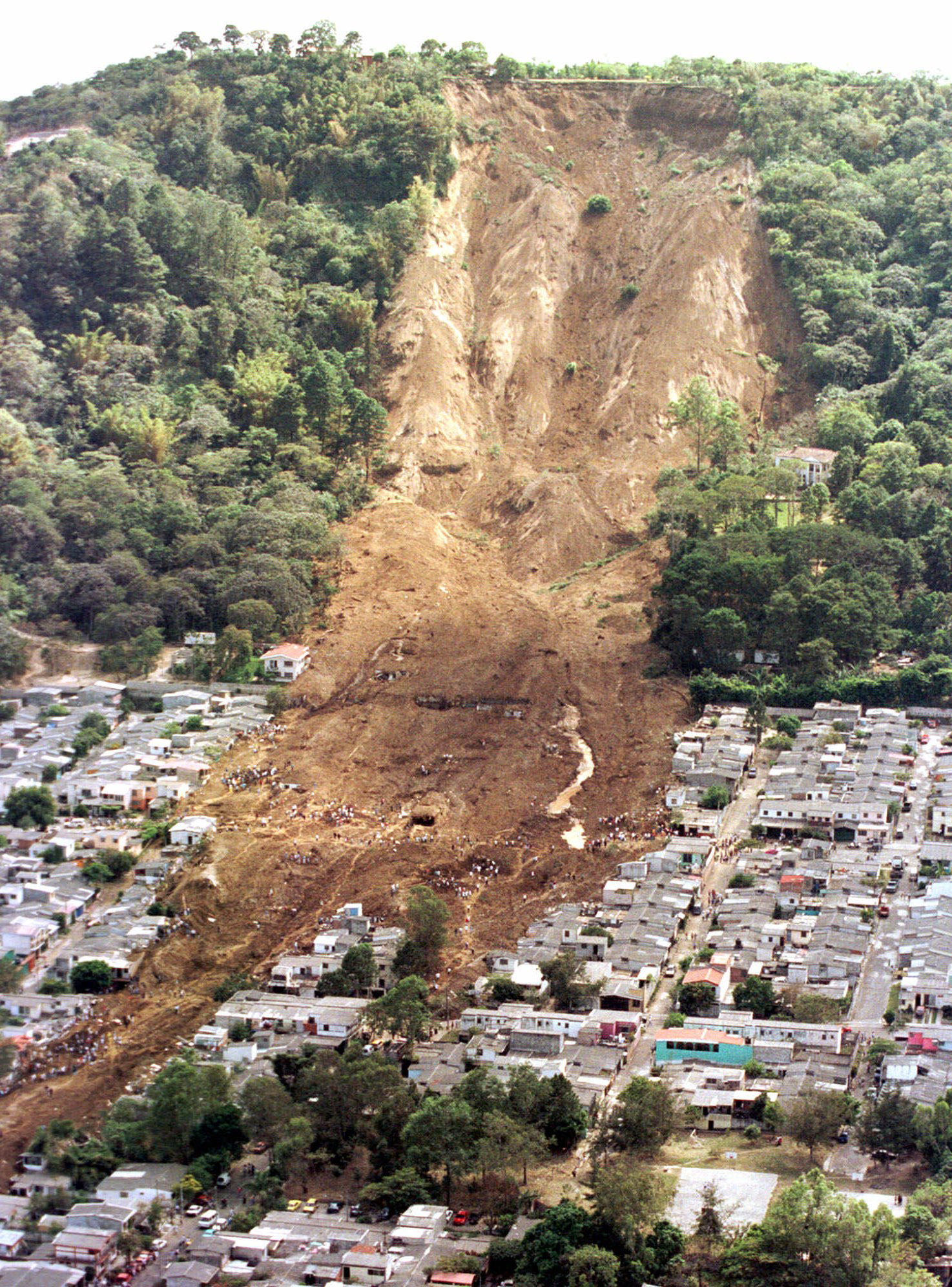
Dégâts consécutifs au tremblement de terre de 2001.

Située dans une zone sismique, San Salvador fut détruite partiellement ou totalement plusieurs fois dans son histoire. On peut notamment citer les tremblements de terre de 1575, 1592, 1625, 1648, 1719, 1815 et 1985. Cette suite de tremblements de terre est la cause de la disparition des monuments coloniaux. Aujourd'hui, les principaux monuments historiques datent de la fin du XIXe siècle.
En 1917, le volcan de San Salvador est entré en éruption, causant trois tremblements de terre majeurs qui endommagèrent tellement la ville que le gouvernement fut contraint de déplacer la capitale à Santa Tecla, renommée pour l'occasion Nueva San Salvador. Le tremblement de terre le plus récent, en 2001, causa de nombreux dommages, surtout dans la banlieue de Las Colinas où un glissement de terrain tua plusieurs personnes.

## Transports
La ville est desservie par l'aéroport international du Salvador, (code IATA : SAL • code OACI : MSLP), situé à 50 km au sud de la capitale. Elle est aussi desservie par l'Aéroport d'Ilopango, l'aéroport historique de taille plus modeste.
Depuis 2015, San Salvador bénéficie du SITRAMSS, un réseau autobus modernes desservant San Salvador et ses alentours.

## Universités
San Salvador accueille les plus grandes universités du pays :
- Université du Salvador (Universidad de El Salvador), la seule université d'État ;
- UCA El Salvador (Universidad Centroamericana "José Simeón Cañas" ou UCA), université jésuite ;
- Universidad "Dr. José Matías Delgado" ;
- Universidad Francisco Gavidia.

## Religions

### Catholicisme
- Archidiocèse de San Salvador

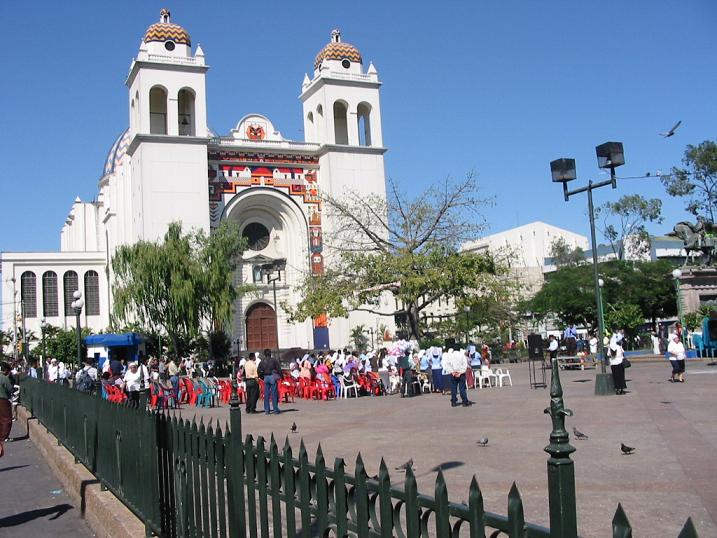
La cathédrale.

- Cathédrale métropolitaine de San Salvador
- Oscar Romero

### Évangélisme
- Misión Cristiana Elim Internacional
- Tabernaculo Biblico Bautista Central

## Personnalités liées à la commune
- Wenceslao Cisneros (1823-1878), né à San Salvador, peintre.
- Maria Cristina Vilanova (1915-2009), née à San Salvador, première dame du Guatemala de 1951 à 1954.
- Oscar Romero (1917-1980), assassiné à San Salvador, archevêque catholique, martyr et saint canonisé.
- María Isabel Rodríguez, née à San Salvador, médecin et femme politique.
- Roque Dalton (1935-1975), né à San Salvador, écrivain.
- Juan Guzmán Tapia (1939-2021), Avocat, juge, défenseur des droits de l'homme et écrivain chilien.
- Fernando Llort, (1949-2018) né à San Salvador, peintre.
- Luciana Sandoval (née en 1980), née à San Salvador, mannequin.

## Galerie photographique

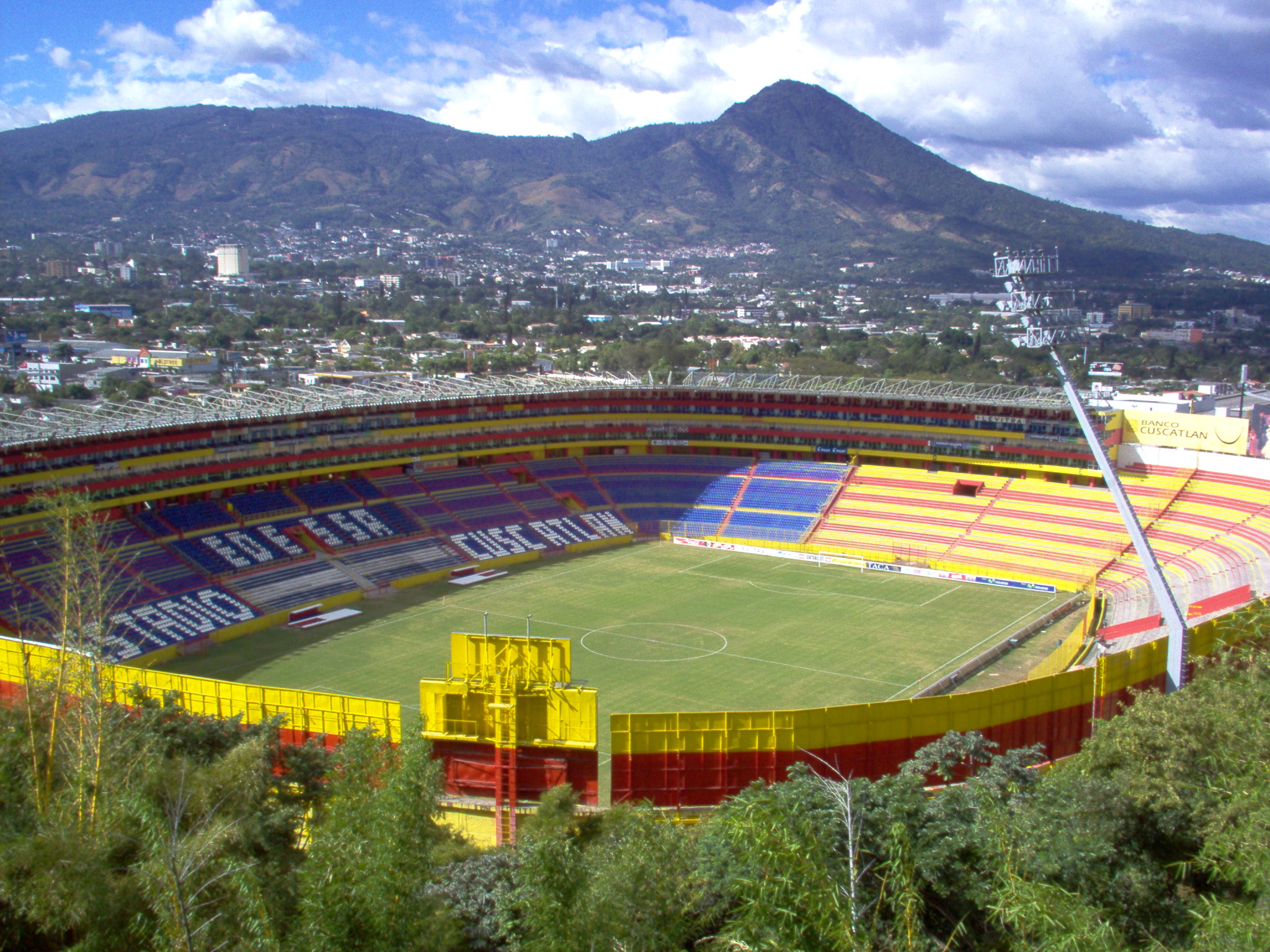
Stade Cuscatlan.
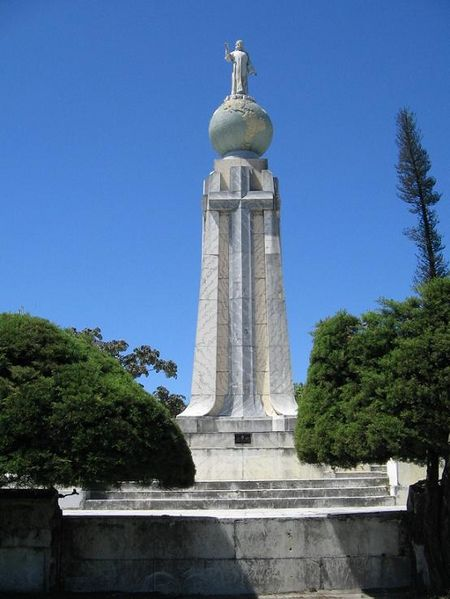
Le Salvador del mundo.
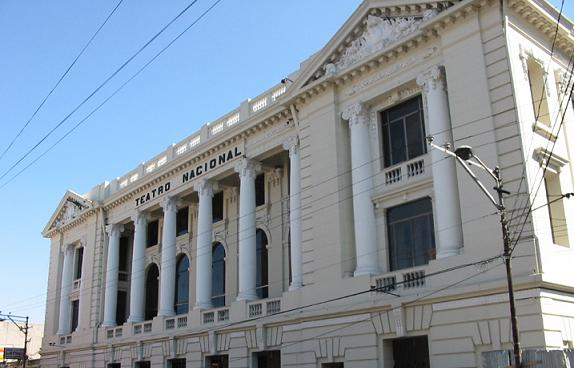
Le Théâtre national.
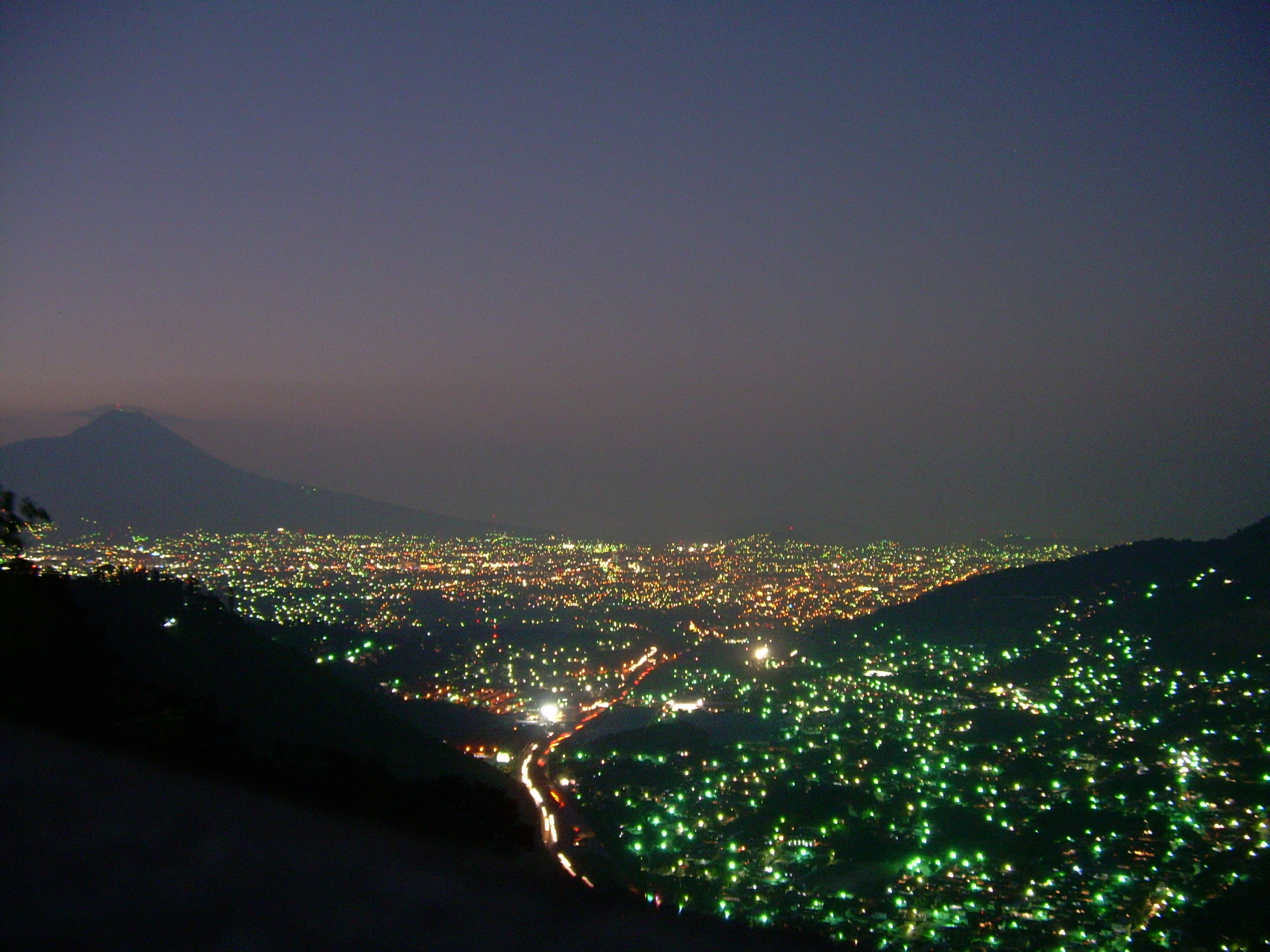
Vue de nuit.
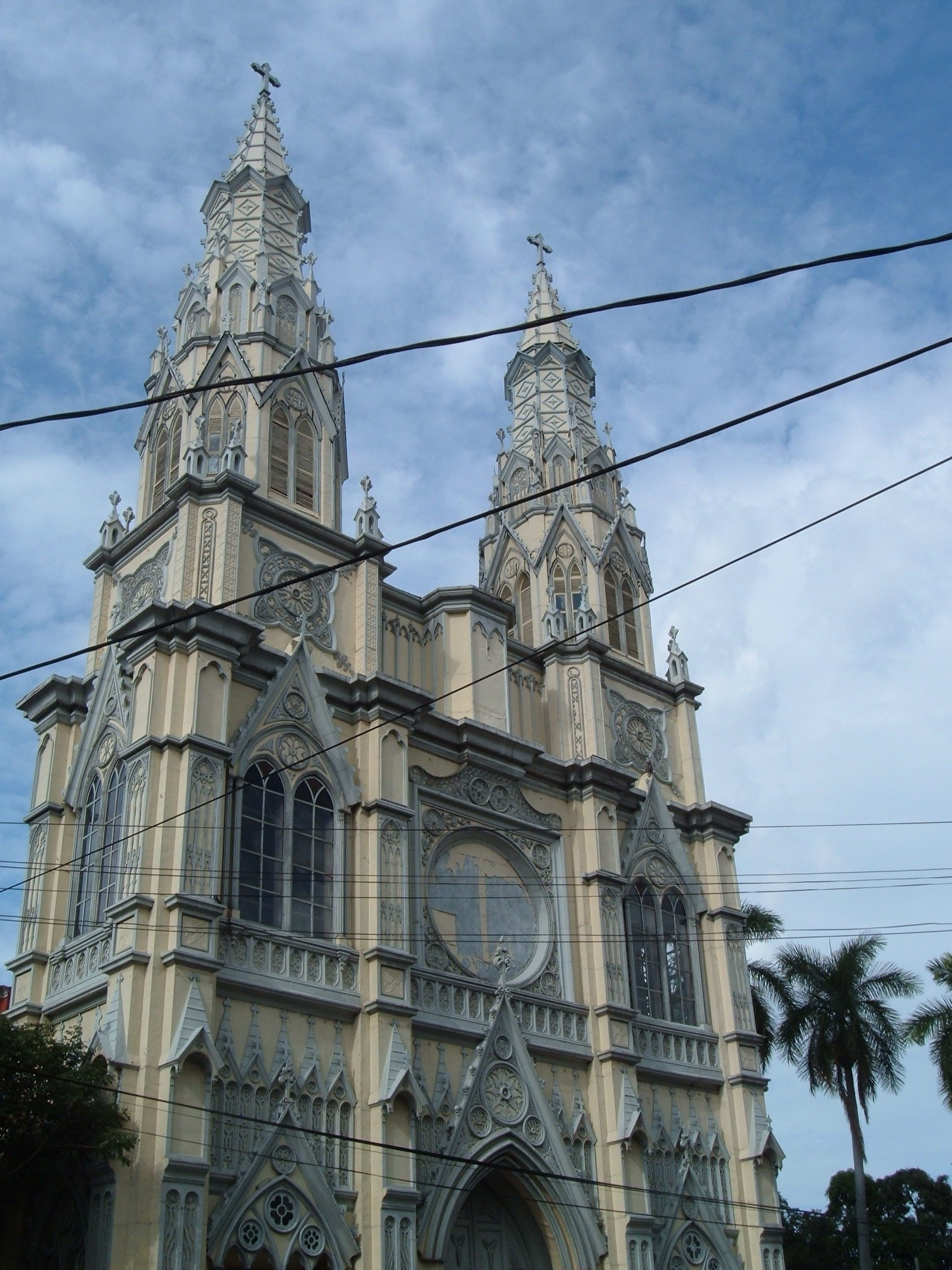
Basilique du Sacré-Cœur.
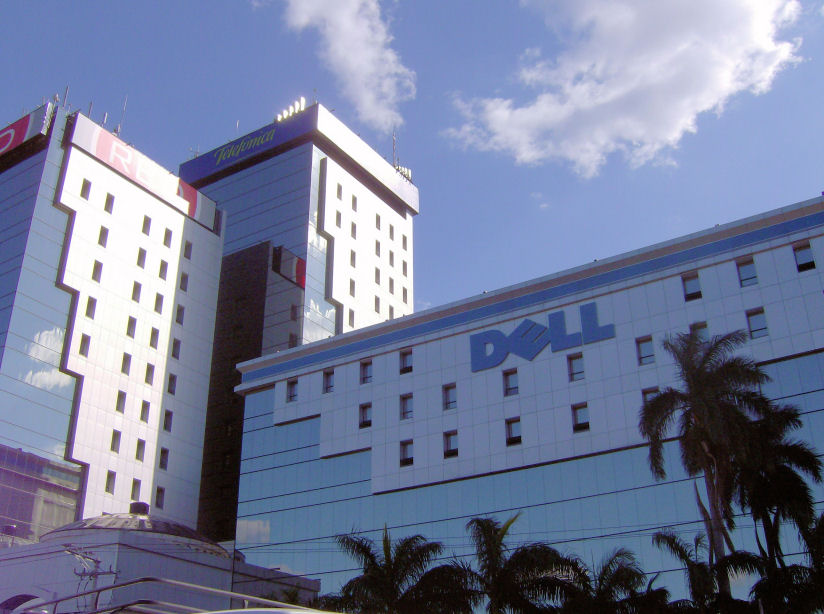
Le quartier des affaires.
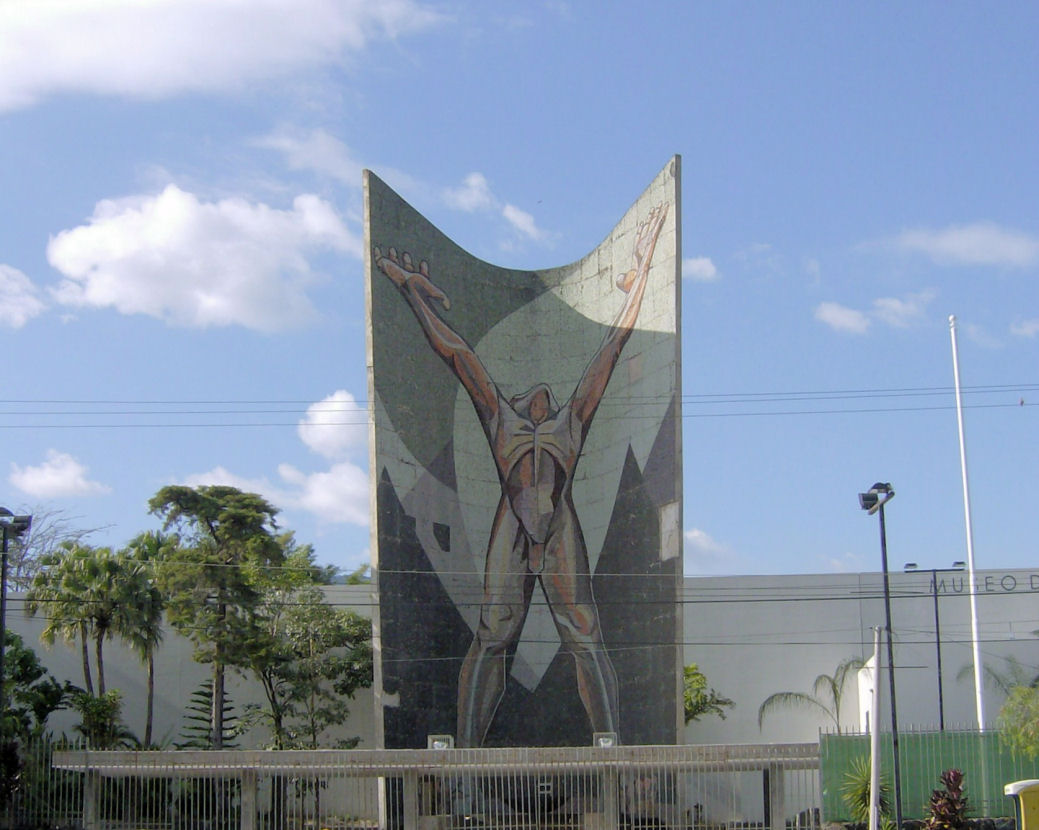
Monument à la révolution.
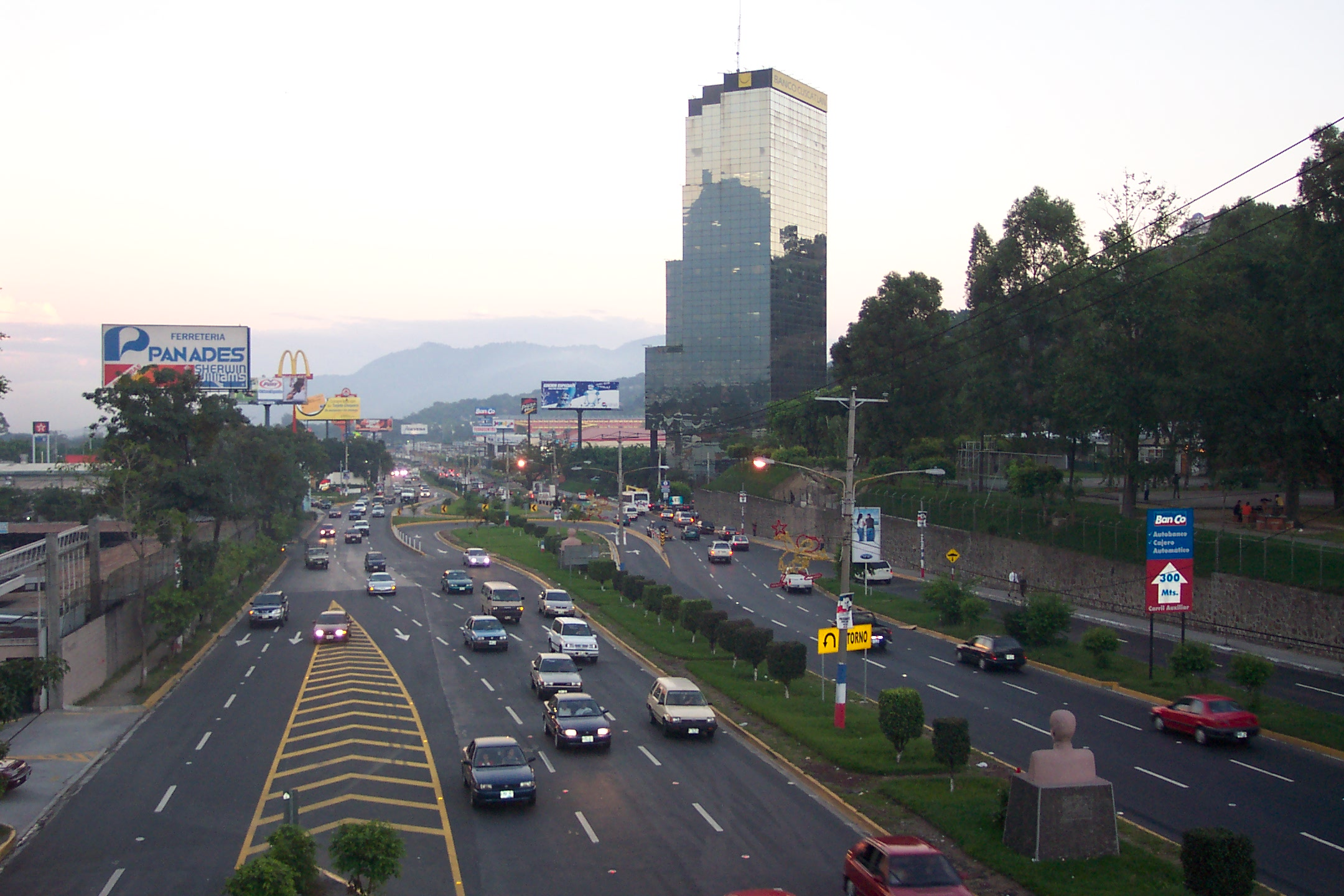
Bulevar de Los Próceres.
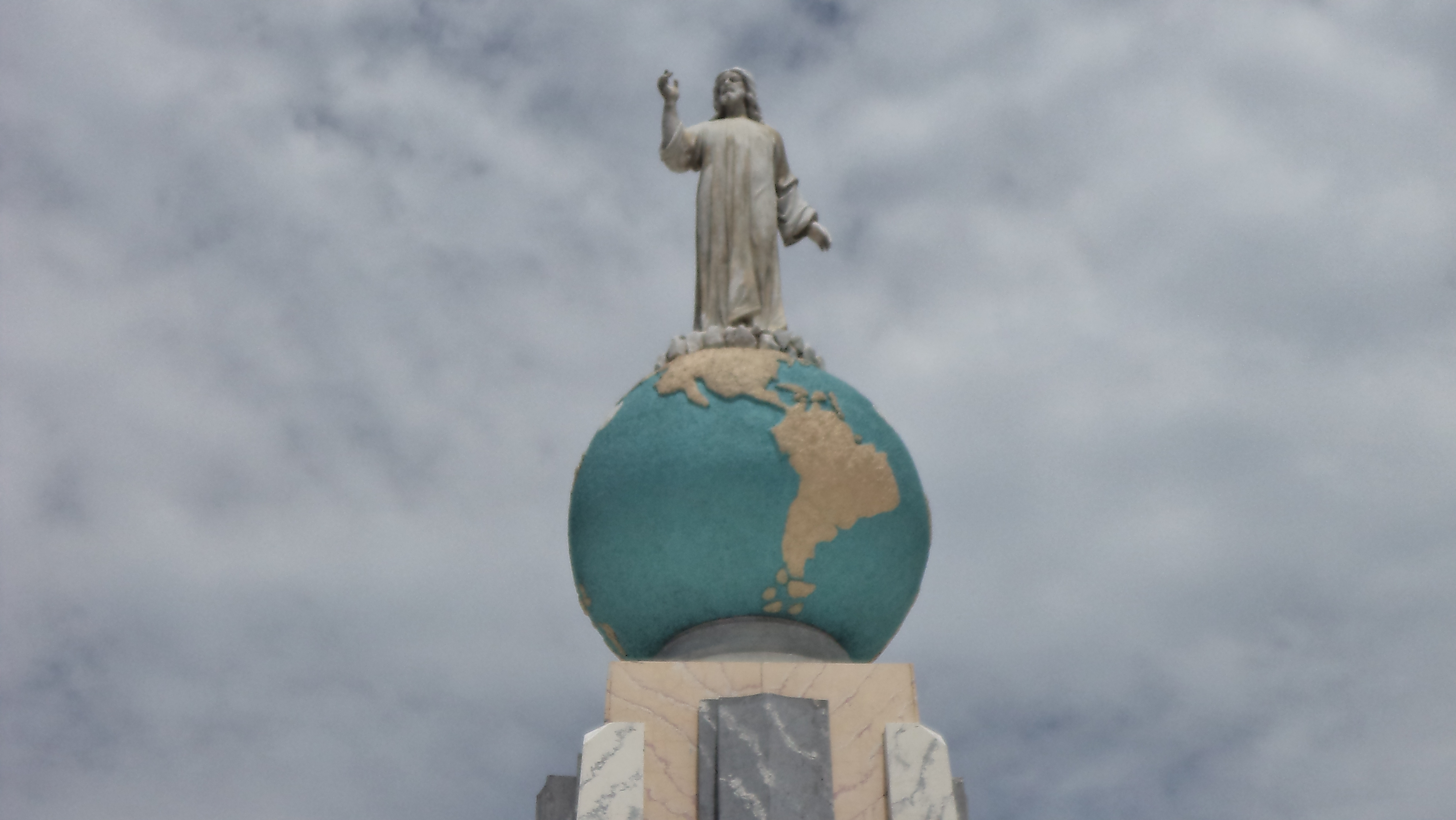
La statue de Jésus-Christ sur la Plaza El Salvador.

## Jumelages
- Guatemala (Guatemala)
- Los Angeles (États-Unis)
- Managua (Nicaragua)
- Mexico (Mexique)
- San Pedro Sula (Honduras)
- Taipei (Taïwan)
- Caracas (Venezuela)
- Washington (district de Columbia) (États-Unis) depuis 2018[8]